# Elezione del Presidente del Parlamento europeo del 2019
L'elezione del Presidente del Parlamento europeo del 2019 per la prima metà della IX legislatura si è svolta il 3 luglio.
Il presidente uscente è Antonio Tajani, che a norma dell'articolo 14, comma 2 del Regolamento ha presieduto la seduta inaugurale.
Il nuovo presidente del Parlamento, eletto al II scrutinio, è l'italiano David Sassoli appartenente al gruppo dei Socialisti e Democratici.

## Elezione

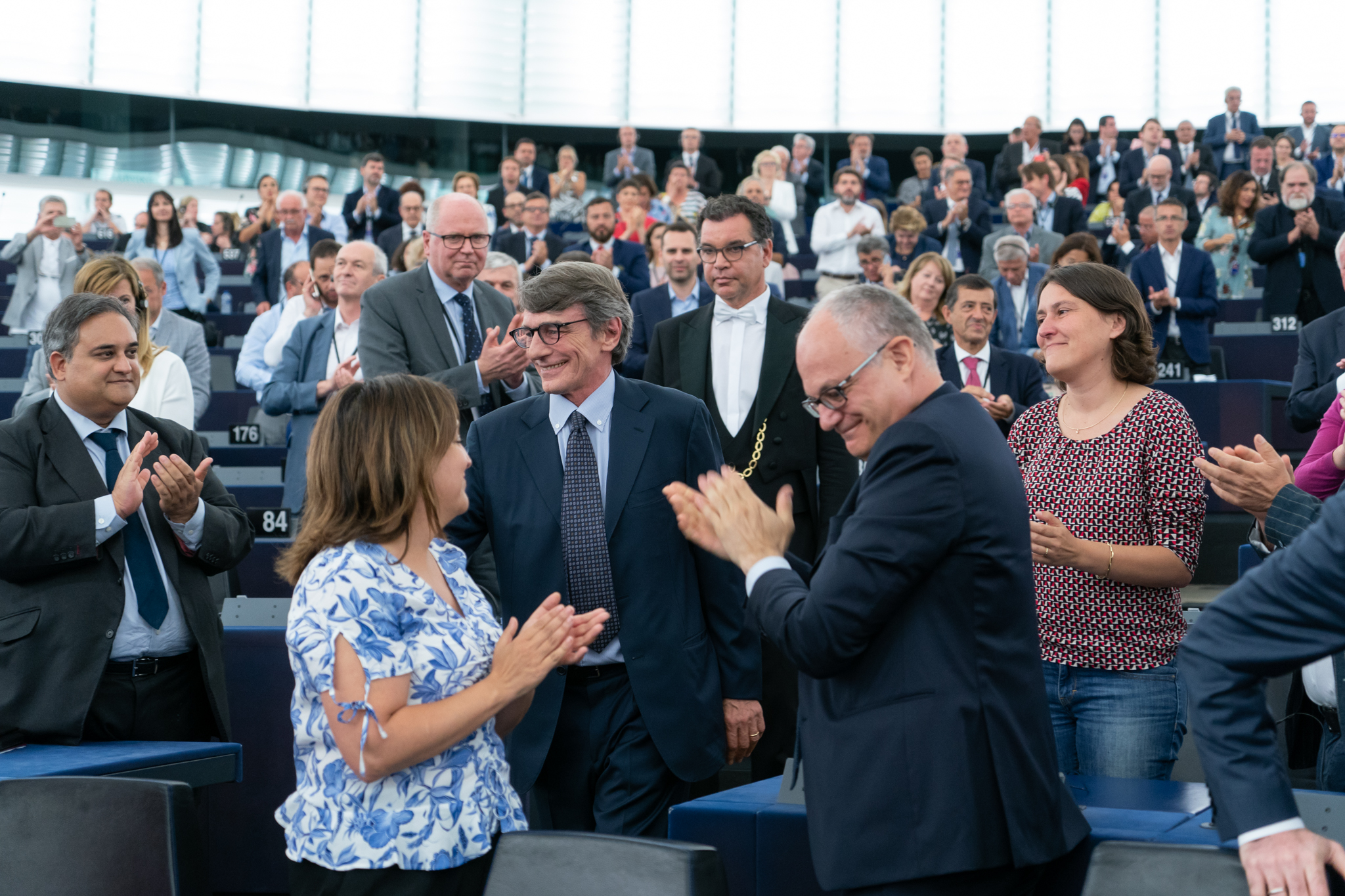
David Sassoli subito dopo l'elezione

L'elezione del Presidente del Parlamento europeo avveniva il giorno dopo la conclusione della riunione straordinaria del Consiglio europeo che si era occupato delle altre nomine dei vertici dell'Unione europea eleggendo il nuovo Presidente del Consiglio e proponendo la nomina del nuovo Presidente della Commissione. In un primo momento, l'ipotesi più quotata era quella della nomina alla Presidenza della Commissione di Frans Timmermans, lo spitzenkandidaten dei Socialisti e Democratici. In questo contesto era circolata anche l'ipotesi di una possibile elezione di Manfred Weber, spitzenkandidaten dei Popolari Europei come Presidente del Parlamento. Queste candidature erano nate da un'idea di Angela Merkel, Emmanuel Macron, Mark Rutte, Pedro Sánchez e Donald Tusk a margine del G20 di Osaka e vennero perciò definite da molti politici e commentatori come pacchetto Osaka. Tale pacchetto di nomine non ottenne però il consenso del Consiglio data l'opposizione dei Paesi del Gruppo di Visegrád, dell'Italia e di alcuni leader popolari contrari alla cessione della Presidenza della Commissione ai socialisti. Nella giornata del 2 luglio il Consiglio propone quindi la nomina come Presidente della Commissione di Ursula von der Leyen, ministra della difesa tedesca della CDU (PPE) eleggendo contestualmente il Primo Ministro uscente del Belgio Charles Michel afferente al nuovo gruppo liberale Renew Europe come nuovo Presidente del Consiglio. 
Come dichiarato in conferenza stampa dal Presidente del Consiglio europeo Donald Tusk, il Consiglio auspicava che la Presidenza del Parlamento andasse a un socialdemocratico (unico partito della maggioranza rimasto fuori dalle nomine) e che il prescelto provenisse da un Paese dell'Europa dell'Est in modo da bilanciare le altre nomine, tutte di Paesi occidentali. A questo proposito era circolato il nome di Sergej Stanišev, ex primo ministro della Bulgaria e leader del Partito Socialista Europeo. Il gruppo parlamentare dei socialdemocratici si era però rifiutato di seguire tale indicazione, vista come un’indebita ingerenza del Consiglio nell’attività parlamentare e non aveva quindi considerato il nome di Stanišev, selezionando invece come proprio candidato l'italiano David Sassoli con 71 voti a favore e 39 contrari. I popolari e i liberali di Renew Europe non avevano invece presentato candidature, tenendo fede all'accordo di lasciare la Presidenza ai socialdemocratici. Le altre candidature presentate furono invece quelle del ceco Jan Zahradil per i Conservatori e Riformisti, della tedesca Ska Keller per i verdi e della spagnola Sira Rego per il gruppo della sinistra radicale.

## Dettaglio dell'elezione

### Preferenze per David Sassoli
| Scrutinio | Voti | Percentuale |
| --------- | ---- | ----------- |
| I         | 325  | 49,1%       |
| II        | 345  | 51,7%       |

## I scrutinio
Per la nomina è richiesta la maggioranza assoluta dei voti validi.
| Dati votazione       | Dati votazione |  | Nome                | Nome | Voti |
| -------------------- | -------------- |  | ------------------- | ---- | ---- |
| Votanti              | 735            |  | David Sassoli (S&D) | 325  |      |
| Schede bianche/nulle | 73             |  | Jan Zahradil (CRE)  | 162  |      |
| Voti validi          | 662            |  | Ska Keller (V-ALE)  | 133  |      |
| Maggioranza          | 332            |  | Sira Rego (SUE/SVN) | 42   |      |

Poiché nessun candidato raggiunge il quorum richiesto, si procede, nello stesso giorno, al II scrutinio.

## II scrutinio
Per la nomina è richiesta la maggioranza assoluta dei voti validi.
| Dati votazione       | Dati votazione |  | Nome                | Nome | Voti |
| -------------------- | -------------- |  | ------------------- | ---- | ---- |
| Votanti              | 704            |  | David Sassoli (S&D) | 345  |      |
| Schede bianche/nulle | 37             |  | Jan Zahradil (CRE)  | 160  |      |
| Voti validi          | 667            |  | Ska Keller (V-ALE)  | 119  |      |
| Maggioranza          | 334            |  | Sira Rego (SUE/SVN) | 43   |      |

Risulta eletto: David Sassoli